# Szczelina pod Gankową I
Szczelina pod Gankową I – jaskinia, a właściwie schronisko, w Dolinie Kościeliskiej w Tatrach Zachodnich. Wejście do niej znajduje się w środkowej części Wąwozu Kraków, we wschodniej ścianie Baszty, powyżej Jaskini Dwuotworowej Krakowskiej i Jaskini z Mostami, a poniżej Jaskini Gankowej, na wysokości 1270 metrów n.p.m. Jaskinia jest pozioma, a jej długość wynosi 4,4 metrów.
W jej pobliżu znajdują się jaskinie Szczelina pod Gankową III i Szczelina pod Gankową II, które wraz ze Szczeliną pod Gankową I były prawdopodobnie w przeszłości częściami jednej, większej jaskini.

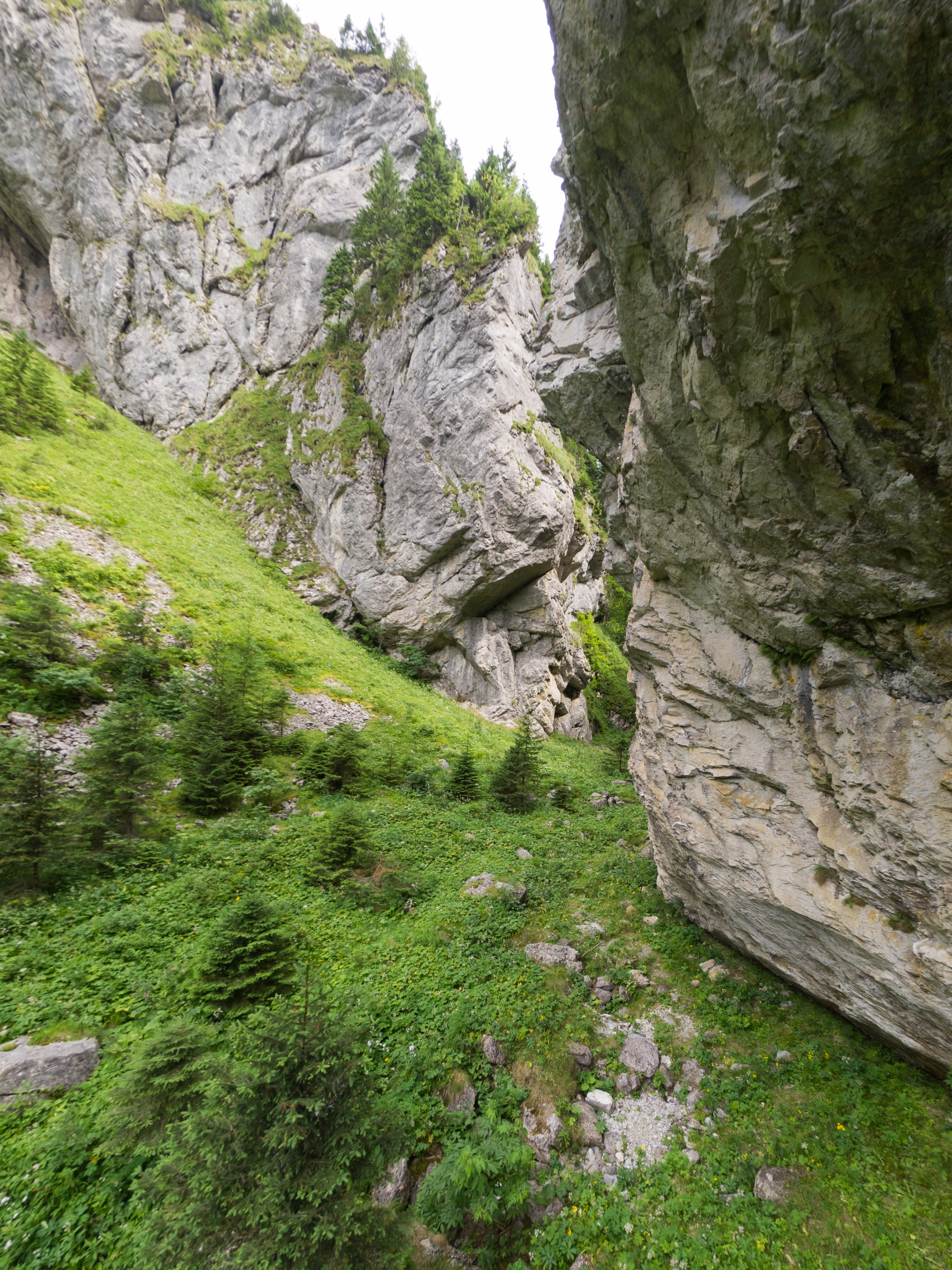
Rynek w wąwozie Kraków. Po prawej ściana Baszty

## Opis jaskini
Jaskinię stanowi krótki, poziomy korytarz zaczynający się w wysokim, szczelinowym otworze wejściowym (3,4 m wysokości x 1,5 m szerokości).

## Przyroda
W jaskini można spotkać nacieki grzybkowe. Na ścianach rosną porosty.

## Historia odkryć
Jaskinię odkryła I. Luty w 1977 roku, a w 1987 roku sporządziła jej plan i opis przy pomocy M. Kowalskiej.